# Saints Jérôme et Marie Madeleine
Saints Jérôme et Marie Madeleine sont deux sculptures de l'artiste italien Gianlorenzo Bernini, dit Le Bernin. Disposées dans la chapelle Chigi de la cathédrale de Sienne, les statues sont commandées par le pape Alexandre VII (Fabio Chigi).

## Commande
Les travaux débutent en 1661. Les sculptures sont livrées de Rome à Sienne en 1663. Bernini est payé 2128 scudi pour son travail, bien qu'il a probablement reçu une aide considérable dans sa réalisation.
Dans la chapelle, il y a deux autres sculptures d'artistes de l'atelier du Bernin : une Sainte Catherine de Sienne d'Ercole Ferrata, et un Saint Bernard de Sienne d'Antonio Raggi. La chapelle a été conçue par Bernini.

## Analyse
Des chercheurs soulignent l'expérience mystique que vivent les personnages représentés. Rudolf Wittkower remarque « l'intensification de la qualité visionnaire » des statues, les deux figures engagées ne sont pas dans le monde physique qui les entoure, mais absorbées dans leurs propres espaces spirituels. Howard Hibbard poursuit dans cette voie et démontre en quoi les personnages sortent des niches censées les contenir. Une preuve supplémentaire que Jérôme et Marie-Madeleine ne sont pas contraints par le monde terrestre mais répondent à quelque chose de plus élevé.